# لاري رينز
لاري رينز (بالإنجليزية: Larry Raines) هو لاعب كرة قاعدة أمريكي، ولد في 9 مارس 1930 في سانت ألبانز في الولايات المتحدة، وتوفي في 28 يناير 1978 في لانسنغ في الولايات المتحدة.

## وصلات خارجية
- لاري رينز على موقع الدوري الياباني لكرة القاعدة (الإنجليزية)
- لاري رينز على موقعبيزبول رفرنس.كوم (الدوري الرئيسي) (الإنجليزية)
- لاري رينز على موقعبيزبول رفرنس.كوم (الدوري الثانوي) (الإنجليزية)
- لاري رينز على موقع إي إس بي إن.كوم (أم.أل.بي) (الإنجليزية)
- لاري رينز على موقع مشجعي الرسوم البيانية (الإنجليزية)